# Malý Bor
Malý Bor é uma comuna checa localizada na região de Plzeň, distrito de Klatovy.